# František Čech-Vyšata

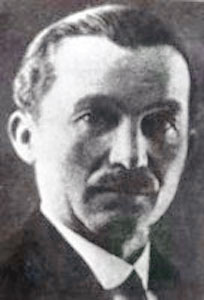
František Čech-Vyšata

František Čech-Vyšata (eigentl.: František Vyšata; * 14. Februar 1881 in Chlumany; † 3. Oktober 1942 in Sobíňov) war ein tschechischer Reiseschriftsteller.
Vyšata unternahm drei ausgedehnte Reisen durch Südamerika in den Jahren 1910 bis 1913, 1924 bis 1925 und 1927 bis 1937. Er lebte dort u. a. bei tschechischen Exilanten in Argentinien, Brasilien, Chile, Peru, Uruguay und Paraguay und veröffentlichte Reportagen in der Auslandspresse der jeweiligen Länder. Aus Verbundenheit mit seiner Heimat nahm er bei seinen Reisen den Namen Čech an. 1937 heiratete er und ließ sich in Nová Ves bei Sobíňov nieder. Er verfasste mehrere Bücher über seine Reisen.

## Werke
- Patnáct let v Jižní Americe, 1927
- Trojdílný cestopis:
  - V žáru pamp I
  - Divokým rájem II
  - Z tajů Kordiller III
- Středem Jižní Ameriky, 1938
- K zemědělské kolonizaci ve státě Rio Grande d Sal, 1938
- Paměti z domova a z ciziny – pouze rukopis